# Elena Ornella Paciotti
Elena Paciotti (née Elena Ornella Paciotti, le 9 janvier 1941 à Rome) est une ancienne magistrate et femme politique italienne. Depuis 1999, elle est la présidente de la  Fondation Lelio et Lisli Basso pour l'étude de la societé contemporaine,.

## Biographie
Née à Rome en 1941, elle entre en magistrature en 1967 et exerce au tribunal de Milan comme juge civil puis pénal. Elle est présidente de l'Association nationale des magistrats pendant deux mandats (1994-1995 et 1997-1998) et membre du Parlement européen (1999-2004) pour le parti démocrate de la gauche, puis pour le groupe du parti socialiste européen.